# Сен-Жермен-ан-Ле
Сен-Жерме́н-ан-Ле (фр. Saint-Germain-en-Laye) — город во французском департаменте Ивелин, на реке Сене, в 19 км к западу от Парижа. Со Средних веков известен как местонахождение загородной резиденции королей Франции — Сен-Жерменского замка.

## География
Находится в живописной долине реки Сены.

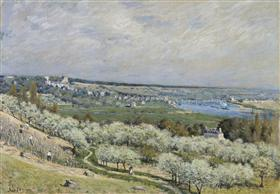
Терраса в Сен-Жермен, весна, картина английского художника-импрессиониста Альфреда Сислея, написанная в 1875 году

## История
Сен-Жерменская святая капелла была построена св. Людовиком в 1238 году в средневековой крепости, которая погибла от пожара в XIV веке. Карл V вновь возводит замок. Затем в XVI веке он перестроен Франциском I в стиле Ренессанс с сохранением древнего донжона, который можно увидеть и сейчас. Здесь состоялась вторая свадьба Франциска и прошли его последние годы. Сюда шестилетней девочкой приехала и провела десять лет своей недолгой, но трагической жизни Мария Стюарт, невестка Генриха II, ставшая вдовой в 18 лет. Здесь Екатерина Медичи рожала наследников трона и будущую королеву Марго; здесь жили все последние Валуа, а затем Генрих IV с Марией Медичи и тринадцатью детьми от пяти разных возлюбленных.
Людовик XIII проводил здесь немало времени и именно тут был рождён Людовик XIV, его день рождения написан на городском гербе (5.7bre значит 5 сентября). Последний обожал замок, часто жил здесь, не жалел денег на устройство парка и дворца, где царила Мадам де Монтеспан. В замке расположен музей первобытной истории Франции.
24 августа 1837 года было открыто движение по железнодорожной линии Париж — Сен-Жермен-ан-Ле (фр. Ligne Paris - Saint-Germain-en-Laye).

## Описание в ЭСБЕ
Сен-Жерменский дворец, построенный при Франциске I, служил во времена Великой революции казармами, а при Наполеоне I — помещением кавалерийской школы; теперь он реставрирован и заключает в себе музей древностей. Перед замком статуя Тьера (работы Мерсье).
Ратуша с библиотекой и картинной галереей. На склоне речного откоса сохранился павильон Генриха IV — остаток так называемого «Нового дворца» Генриха IV, служившего до перенесения Людовиком XIV двора в Версаль королевской резиденцией.

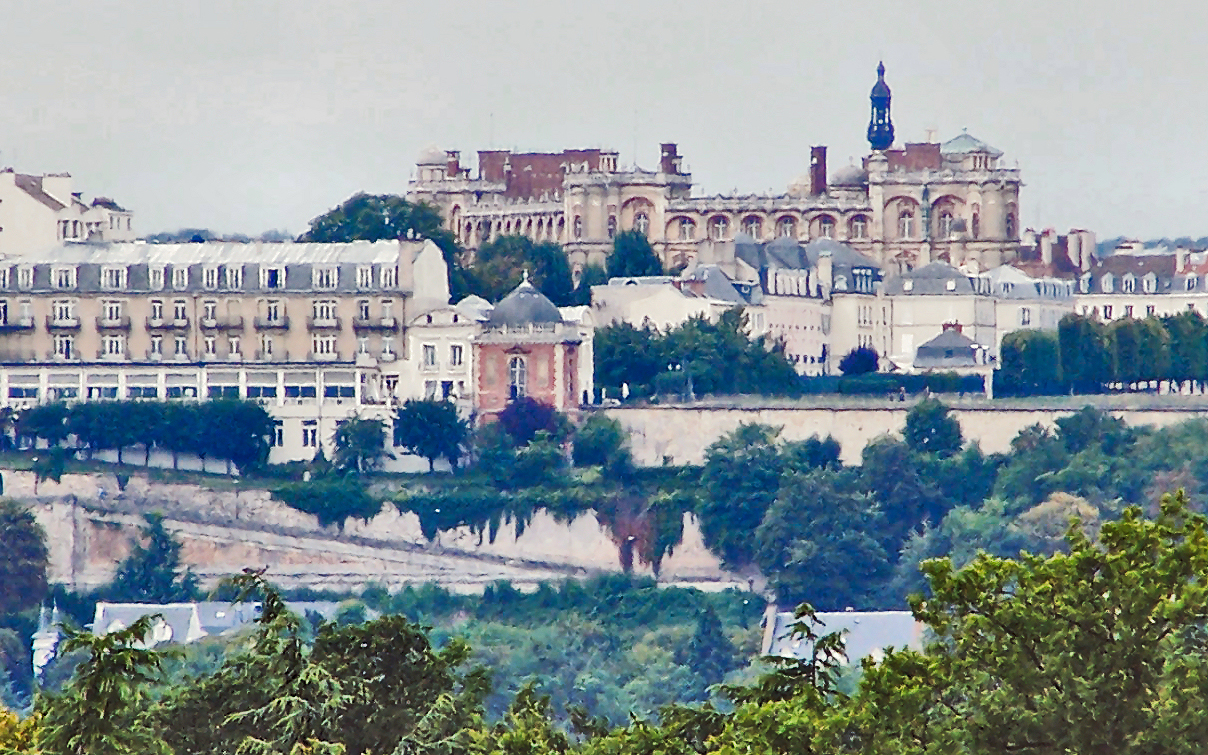
Сен-Жермен со Старым дворцом и останками Нового.

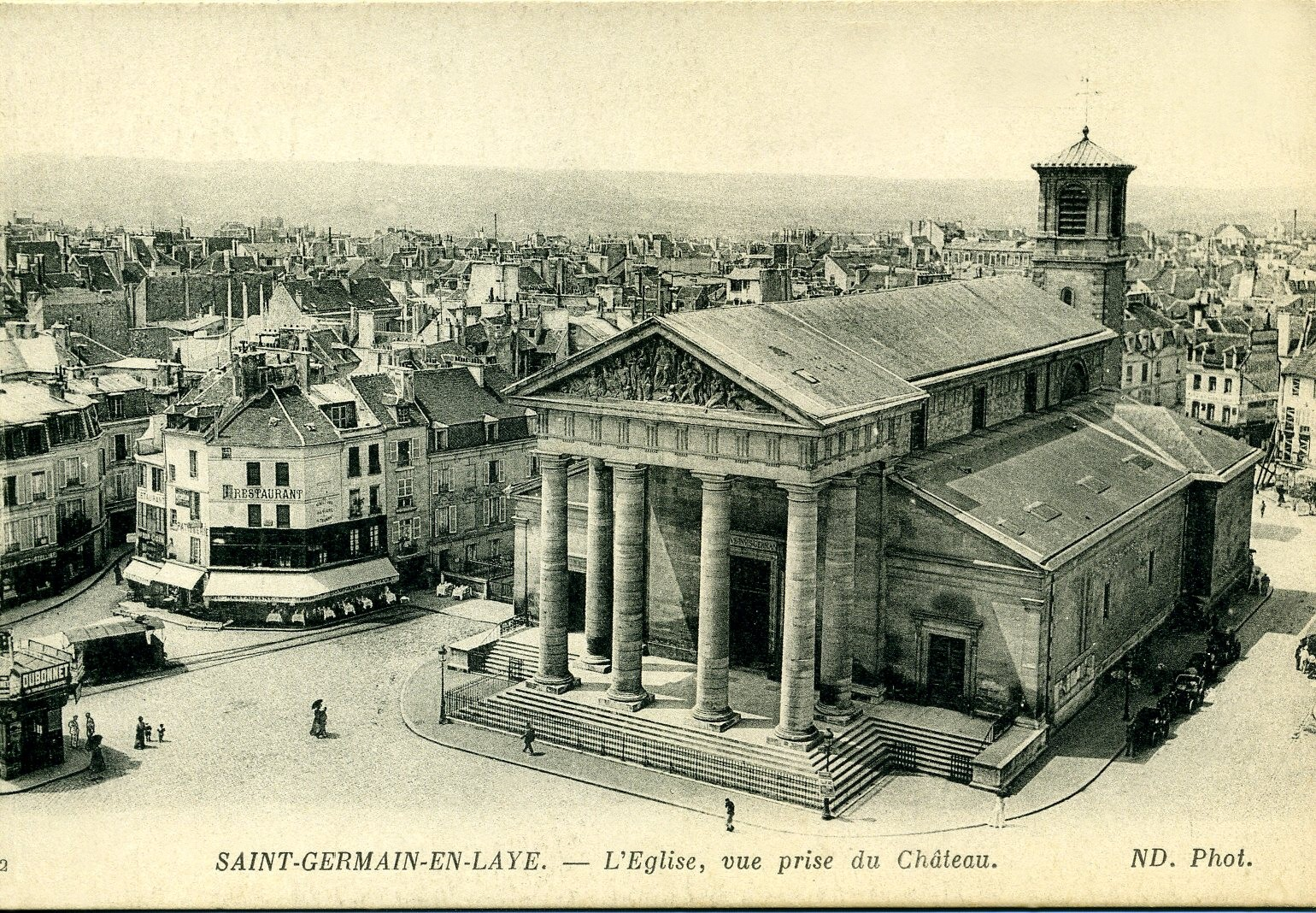
Церковь Сен-Жермен и вид на город начала XX века

К павильону примыкает терраса в 2,4 км длиной и 35 м шириной, с великолепным видом. Сзади террасы, к северу от города, великолепный Сен-Жерменский лес (на полуострове, омываемом Сеной; около 4400 га); здесь, в 3 км от города, дачный дом Les Loges, построенный Анной Австрийской.
В 1562 году здесь подписан Сен-Жерменский эдикт, 1570 году — заключён Сен-Жерменский мир с гугенотами, а в 1679 году по Сен-Жерменскому договору великий курфюрст отказался от своих завоеваний в Шведской Померании. В 1919 году — заключен Сен-Жерменский договор, завершивший Первую мировую войну.

## Известные уроженцы
- Лонже, Франсуа-Ахилл (1811—1871) — французский физиолог.
- Дебюсси, Клод (1862—1918) — французский композитор.

## Города-побратимы
- Ашаффенбург, Германия (1975)
- Темара[англ.], Марокко (1982)
- Эр, Великобритания (1984)
- Уинчестер, США (1990)
- Констанцин-Езёрна, Польша (1992)
- Насик, Индия (2009)